# Nancy Folbre
Nancy Folbre (19 de julio de 1952) es una economista feminista estadounidense cuyos estudios se centran en la relación entre la economía y la familia (o economía familiar), el trabajo fuera del mercado y la economía de cuidado. Es Profesora de economía en la Universidad de Massachusetts Amherst.
Presidió la Asociación Internacional de Economía Feminista (IAFFE) de 2002 a 2003,  ha sido editora asociada de la revista Feminist Economics desde 1995, y es también miembro del consejo editorial del Journal of Women, Politics & Policy. En 2016, estuvo a cargo de la conferencia inaugural en memoria de Ailsa McKay.

## Principales áreas de estudio
Folbre trabaja fundamentalmente investigando acerca de la economía de cuidado, la cual define como «el trabajo que implica conectar con otras personas, intentar ayudar a las personas a satisfacer sus necesidades; cosas como cuidar a niños y niñas, personas ancianas o enfermas, son formas de trabajo de cuidado», y añade que el trabajo de cuidado puede ser hecho de manera remunerada o no. Folbre argumenta que los y las economistas de las corrientes dominantes no prestan suficiente atención a la economía de cuidado. Esto es perjudicial para las mujeres porque la exclusión del trabajo no mercantil y el trabajo de cuidado de los análisis de las corrientes económicas dominantes deja de lado a las mujeres y niños/as e infravalora sus contribuciones al hogar y la comunidad.
El cuidado es una forma de trabajo única porque es «motivada intrínsecamente» ya que no es solamente el dinero lo que motiva a las personas a cuidar. Folbre argumenta que históricamente el trabajo de cuidado ha sido infravalorado porque normalmente lo proporcionan mujeres con un coste muy bajo o del todo inexistente, y eso explica en buena parte el porqué las mujeres ganan menos que los varones. Con este fin, Folbre cuestiona por qué las mujeres habrían de realizar trabajo de cuidado y discute que la construcción social de feminidad enlaza la feminidad y el cuidado. Folbre argumenta que sólo a través del trabajo colectivo para asegurar una mayor oferta y calidad de "cuidado", de manera independiente al mercado, se puede garantizar que la responsabilidad del cuidado sea distribuida equitativamente y no recaiga desproporcionalmente sobre las mujeres.
En su reconocido libro The Invisible Heart ("El corazón invisible"), Folbre explora el mercado y la competencia individual que engendra, y argumenta que el cuidado necesario de los/as mayores y niños/as no es proporcionados por el mercado, a pesar de que es todavía absolutamente necesario para la sociedad. Históricamente, las mujeres han proporcionado este cuidado, ya sea como trabajo doméstico no remunerado en el hogar o como trabajo de baja remuneración en el mercado. Folbre examina las estructuras sociales y gubernamentales que soportan y proporcionan cuidado, y su evolución en la historia. Ella concluye con la respuesta de que todos/as nosotros/as tenemos la responsabilidad de 
cuidar a otros/as, y proporciona una visión para el futuro en que el cuidado y el trabajo de cuidado gozan de mayor jerarquía y apoyo.
Folbre también ha escrito extensamente acerca de la organización social de tiempo; concretamente, el tiempo destinado a ocuparse de niños/as y personas anciandas y cómo las políticas familiares y las instituciones sociales limitan las elecciones que las personas pueden hacer entre trabajo remunerado o no remunerado.
Folbre estuvo a cargo del blog 'Care Talk: coordinating research on care provision' ('Charla de Cuidado: coordinando la investigación en la provisión de cuidado') de 2008 a 2009. Colabora en el Economix blog del New York Times, una oportunidad que ella dice disfrutar ya que "la mayoría de los/as académicos/as pasan mucho tiempo escribiendo cosas que muy poca gente alguna vez leerá."

## Educación
Folbre recibió su título de grado (B.A.) en filosofía de la University of Texas en Austin en 1971. En 1973 concluyó una maestría (M.A.) en estudios latinoamericanos en la UT Austin, y en 1973 finalizó un Ph.D. n economía de la Universidad de Massachusetts Amherst.

## Logros profesionales
Folbre recibió una beca post doctoral de investigación en el Centro de Crecimiento Económico de la Universidad de Yale entre 1979 y 1980. Desde 1995-1996 recibió la beca la Fundación Franco-Americana para enseñar e investigar en París. En 1999 recibió el premio Olivia Shieffelin Nordberg a la Excelencia en Escritura y Edición en las Ciencias de Población, y en abril de 2004 fue nombrada becaria Charlotte Perkins Gilman en la American Academy of Political and Social Science (Academia americana de Ciencia Política y Social).
En 1989, Folbre recibió una beca de la National Science Foundation para estudiar el trabajo y los hogares de las mujeres en el oeste de Massachusetts entre 1880-1910. Obtuvo una beca de cinco años con la MacArthur Foundation en 1998, y el Premio Leontief Premio del Instituto de Desarrollo Global y Ambiental en Tufts University en 2004.

## Intervención profesional
Folbre forma parte del consejo editorial del Journal of Women, Politics & Policy.
Fue elegida presidenta de la Asociación Internacional para la Economía Feminista (International Association for Feminist Economics) en 2002, y ha sido editora asociada de la revista Feminist Economics desde 1995.
Cuando de 2004 sea una miembro de la Academia Nacional de Tablero de Ciencia, el cual estudió el diseño de no-cuentas de mercado. Ha sido miembro de tablero de la Fundación para Desarrollo de Niño desde entonces 2000, un miembro de la Comisión Aconsejable Nacional de Cuidado de Niño y Educación Temprana así como la Organización Nacional para Mujeres Educación y Defensa Legales Fondo desde entonces 2004.

## Libros

### Quién paga por los niños? Género y Estructuras de Limitación (1994)[9]
En este libro, Folbre discute cómo la transición de las mujeres del rol de proveedoras primarias de trabajo de cuidado a productoras vinculadas al mercado les presenta a estas una serie de dilemas. Incluso con un número creciente de mujeres entrando al mercado laboral, aún se espera que estas realicen la mayor parte del trabajo doméstico no remunerado en el hogar. Las mujeres deben escoger entonces cómo dividir su tiempo entre desarrollo personal y las expectativas impuestas por las normas sociales. Un número creciente de madres solteras lucha con el escaso o nulo apoyo de los padres de sus niños/as, y aunque existen subsidios gubernamentales, a menudo se reducen a una porción del soporte que alguna vez hubo entre familias.
Folbre analiza esta situación a través de tres focos principales. Primero, ella intenta mostrar que las corrientes dominantes de la economía han fallado en proporcionar modelos adecuados para explicar las relaciones entre m/padres y niños/as en términos de desarrollo, conflicto y bienestar social. Sugiere que los/as economistas tendrían que prestar menos atención a la mera contabilización de la producción y más a la reproducción social. Segundo, Folbre explora cómo un cambio en la inversión del tiempo y los recursos en los/as niños/as podría resultar en pérdidas para otros grupos. Comprender y tener en cuenta estos conflictos entre grupos podrían llevar a más eficaces y satisfactorios medios para proporcionar cuidado de niños/as y ancianos/as. Finalmente, ella examina qué tiene que decir la historia sobre las luchas colectivas sobre los costes de reproducción social.

### La Guía de Campo Definitiva a la Economía de EE.UU. (2000)[10]
Junto con James Heintz y otros/as colaboradores/as del Center for Popular Economics en la Universidad de Massachusetts, Amherst, Folbre y sus coautores/as exponen los errores y exhiben las realidades de la economía de EE. UU. Cada página toma un tema o concepto que está acompañado por una historieta u otra obra de arte. Aunque el libro está escrito de manera sencilla y sin jerga, los/as autores/as también han incluido un glosario detallado para ayudar a los/as lectores/as a comprender la terminología de economía. Este libro altamente accesible cubre un espectro amplio de temas, incluyendo desigualdades de género y racial, asuntos de empleo, educación, bienestar, gasto gubernamental en salud.

### El Corazón Invisible: Economía y Valores Familiares (2001)[11]
Medir el valor del trabajo de cuidado es principalmente difícil porque las relaciones de cuidado son en parte transacciones de intercambio, y en parte transacciones que implican lo que Folbre llama “el corazón invisible”. Esta metáfora representa valores familiares de amor y reciprocidad económica, el cual contrasta con la "mano invisible" de Adam Smith, para quien las fuerzas de mercado de oferta y demanda existen junto a la búsqueda de interés propio. Mientras las fuerzas del mercado libre y el individualismo competitivo dominan la vida pública, las fuerzas de compasión tienen que atenuar las fuerzas de interés propio. Bajo la premisa que las personas son optimizadores/as racionales, Folbre argumenta que si es costoso realizar tareas de cuidado, las personas destinarán cada vez menos tiempo a ello. Si el costo de oportunidad de dedicar tiempo a la familia por sobre la carrera es percibido como alto, o si proveer cuidado a las personas pobres o enfermas está mal pago, entonces decisión racional será crecientemente evitar el trabajo de cuidado. Folbre aplaude el incremento en la autonomía de las mujeres pero argumenta que si no establecemos conscientemente reglas que definan nuestras responsabilidades colectivas sobre la provisión de cuidados, las penalizaciones sufridas por los/as necesitados/as aumentará. La competencia económica intensificada puede conducir al altruismo y las familias al quiebre.

### Otros libros
- Tiempo familiar: La Organización Social de Cuidado (2004)[12]
- Valorando Niños: Repensando la Economía de la Familia (2008)[13]
- Codicia, Lujuria y Género: Una Historia de Ideas Económicas (2009)[14]

## Artículos de revista seleccionados

### El Futuro del Pájaro-Elefante (1997)[15]
El título del artículo se refiere al libro del Dr. Seuss Horton empolla el huevo, en el que Horton, el elefante, sirve como padre sustituto para un pájaro. Para ilustrar el tema principal de su argumento, Folbre utiliza la historia de Horton como una alegoría para la relación de cambiar entre padres y niños. El pájaro madre confía en Horton para que caliente su huevo mientras toma unas vacaciones extendidas para encontrarse después con que el pollito ha salido del huevo durante su ausencia y ahora ve a Horton como su madre. Mientras Folbre ve la salida del pájaro de madre como asunto moral potencial, toma asunto con Davis utilitarian vista de funcionalismo materialista. Por esta vista, todo las instituciones sociales están evaluadas en plazos de costes y beneficios @– incluso al punto donde las inversiones de afecto están pesadas contra el potencial para reciprocidad. Reconoce los beneficios del pájaro de madre está aumentado autonomía (y quizás la inevitabilidad de la tendencia), pero concluye su artículo con un pedir responsabilidad colectiva para preocuparse para otros. Por tomar las vueltas que “sientan en el nido,” la sociedad abrazaría una visión moral que valores la reproducción de trabajo más que meramente las frutas de trabajo.

### Otros
- El Costo de Cuidar (con Paula England) (1999)[16]
- ¿Quién cuida de los demás? Normas sociosexuales y consecuencias económicas (con M. V. Lee Badgett) (1999)[17]
- Midiendo el Cuida¿Quién cuida de los demás?
- Normas sociosexuales
- y consecuencias económicasdo: Género, Empoderamiento y la Economía del Cuidado (2006)[18]
- Niños como Bienes Públicos (1994)[19]
- Actos impropios: Sexo en la Economía Política Clásica (1992)[20]